# ایست دابیوک (ایلینوی)
ایست دابیوک، ایلینوی (به انگلیسی: East Dubuque, Illinois) یک شهر در ایالات متحده آمریکا با جمعیت ۱٬۷۰۴ نفر است که در ایلی‌نوی واقع شده‌است.

## موقعیت جغرافیایی
موقعیت جغرافیایی شهرها و مناطق اطراف به شرح زیر است: